# Meloidogynidae
Meloidogynidae é uma família de nematóides pertencentes à ordem Rhabditida.
Géneros:
- Meloidoderella Khan, 1972
- Meloidogyne Goeldi, 1892
- Espartanoma Siddiqi, 1986